# Get Hard
Get Hard är en amerikansk komedifilm från 2015 med  Will Ferrell och Kevin Hart i huvudrollerna. Filmen regisserades av Etan Cohen (detta blev hans debutfilm) och manus skrevs av Jay Martel and Ian Roberts 
Bland andra var Will Ferrell, Kevin Hart, Alison Brie, och Craig T. Nelson.skådespelare i filmen.Filmen släpptes 27 mars 2015. Den blev negativt bemött av kritiken, men den blev en publiksuccé över hela världen med en intäkt på 111 miljoner dollar.